# 池田元 (思想史学者)
池田 元 （いけだ はじめ、1945年4月3日 - ）。日本の思想史学者。筑波大学名誉教授。学位は文学博士。専門は近代日本政治思想史。

## 経歴
岡山県出身。1969年、早稲田大学政治経済学部政治学科卒業。
1980年、筑波大学大学院歴史・人類学研究科博士課程修了。
（博士論文「長谷川如是閑「国家思想」の研究―「自然」と理性批判―」）
1982年、岡山商科大学講師。1984年、同助教授。
1986年、筑波大学歴史・人類学系助教授。1993年、同教授（改組で人文社会科学研究科教授）。2009年、定年退職。
（1996年 - 2003年、早稲田大学政治学研究科「日本政治思想史研究」担当）
政治思想史と民衆思想史との結合を図り、共同体論の視座から丸山思想史学の止揚と日本「国家＝心性」論の構築を試みている。

## 著書（単著）
- 『現代社会科学の方法と基準』（草芯社、1976年）
- 『長谷川如是閑「国家思想」の研究―「自然」と理性批判―』（雄山閣出版、1981年）
- 『日本市民思想と国家論』（論創社、1983年）
- 『権威主義国家の位相―近代日本国家論研究―』（論創社、1988年）
- 『大正「社会」主義の思想―共同体の自己革新―』（論創社、1993年）
- 『戦後日本思想の位相―自己認識のゆくえー』（論創社、1997年）
- 『丸山思想史学の位相―「日本近代」と民衆心性―』（論創社、2004年）
- 『日本国家科学の思想』（論創社、2011年）
- 『戦後日本の思想と運動―「日本近代」と自己認識―』（論創社、2012年）

## 指導学生
（主指導）
- 岩本真一『超克の思想』（水声社、2008年）
- 下畠知志『南原繁の共同体論』（論創社、2013年）
- 岡山麻子『竹内好の文学精神』（論創社、2002年）
- 稲永祐介『憲政自治と中間団体―一木喜徳郎の道義的共同体論―』（吉田書店、2016年）
- 仙石和道『大熊信行と凍土社の地域文化運動―歌誌『まるめら』の在地的展開を巡ってー』（論創社、2022年）

（副指導）
- 村松晋『三谷隆正の研究―信仰・国家・歴史―』（刀水書房、2001年）。主指導、大濱徹也。
- 今井勇『戦後日本の反戦・平和運動と「戦没者」―遺族運動の展開と三好十郎の警鐘―』（御茶の水書房、2017年）。主指導、千本秀樹。